# バイオマスタウン
バイオマスタウンとは、バイオマスの発生から利用まで最適なプロセスで結ぶ総合的な利活用システムが構築された地域、またはこれから行われることが見込まれる地域をいう。2010年に300地域程度が目標。
「バイオマスタウン構想書」は、バイオマスタウンを形成しようとする市町村とその地域の関係者が協力して作成し、内閣府、総務省、文部科学省、農林水産省、経済産業省、国土交通省、環境省の合意の上で、バイオマス・ニッポン総合戦略推進会議事務局において基準に合致しているか否かを検討された後、バイオマス情報ヘッドクォーターに公表される。2007年3月28日の第18回公表までで93地域（うち3地域は更新）が公表されている。

## 沿革
- 2002年12月27日、バイオマス・ニッポン総合戦略を閣議決定。
- 2004年8月27日より農林水産省が地域循環型社会の形成目的としたバイオマスタウンの募集を開始。
- 2005年2月10日、第1回公表として北海道留萌市、北海道瀬棚町、青森県市浦村、福岡県大木町、熊本県白水村のバイオマスタウン構想書が公表された。
- 2005年2月16日、京都議定書発効。
- 2006年3月31日、新たなバイオマス・ニッポン総合戦略を閣議決定。